# CocoRosie
CocoRosie ist eine 2003 gegründete US-amerikanische Musikgruppe, die aus den Schwestern Sierra und Bianca Casady besteht.
Sierra spielt Gitarre, Harfe und übernimmt einen Teil des Gesangs, Bianca ist Sängerin und spielt Flöte. Sie werden von verschiedenen Musikern unterstützt, wie z. B. den Beatboxern TEZ und Spleen, dem Pianisten Gael Rakotondrabe, sowie Antony Hegarty oder Devendra Banhart.

## Geschichte

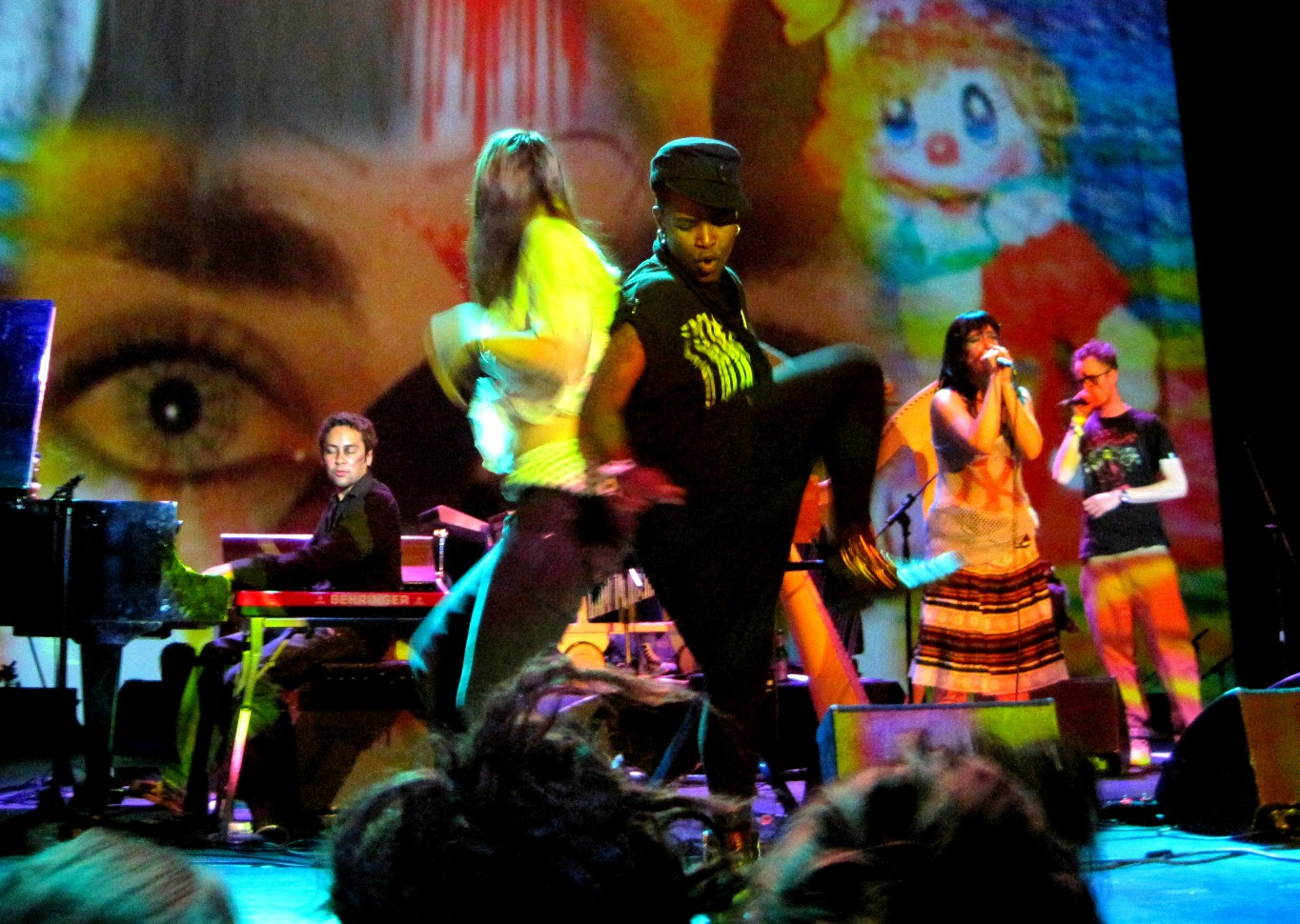
CocoRosie am 18. Mai 2010 im Berliner Admiralspalast

Sierra, die ältere Schwester, wurde 1980 in Iowa geboren und von ihrer Mutter „Rosie“ genannt.
Bianca, 1982 in Hawaii geboren, wurde „Coco“ genannt. Die Mutter, Lehrerin und Künstlerin, zog mit den Kindern von einem Staat zum nächsten. Ihr Vater reiste als Prediger durch die USA.
Als die Töchter fünf und drei Jahre alt waren, ließen sich die Eltern scheiden. Im Alter von 14 Jahren kam Sierra auf ein Internat. Danach verloren sich die beiden Schwestern aus den Augen. 2000 zog Sierra nach Paris, um am Pariser Konservatorium Gesang zu studieren. Bianca studierte Sprachwissenschaften und Soziologie.
Im Jahre 2003 begann Bianca eine Weltreise. Dabei besuchte sie ihre Schwester in Paris, nachdem beide sich mehr als zehn Jahre nicht gesehen hatten. In gemeinsamer Arbeit entstand daraufhin das erste Album La Maison de Mon Rêve. Zu diesem Zeitpunkt war noch keine Veröffentlichung des Albums geplant, aber 2004 wurde es vom Independent-Label Touch and Go Records herausgebracht.
Bianca und Sierra Casady wohnen gemeinsam in Paris. Sierra hat mit einer Freundin, Matteah Baim, unter dem Namen Metallic Falcons eine neue Band gegründet, die bei dem von Bianca gegründeten Label Voodoo Eros Records unter Vertrag steht. Bianca ist auch als bildende Künstlerin tätig und gestaltete einige Cover und Plakate von CocoRosie.
Unter dem Motto „Vertreibung ins Paradies“ kuratierten CocoRosie 2012 ein Wochenende des Donaufestivals (Krems/Österreich). Neben Auftritten von zahlreichen Musikern aus ihrem Umfeld (Antony Hegarty, Diane Cluck, Nomi, Rajasthan Roots, tez …) präsentierten CocoRosie mit dem Ballett Nightshift (Bianca) und der „Popera“ Soul Life (Sierra) auch neue eigene Projekte.
2015 erschien ihr sechstes Album Heartache City auf ihrem neu gegründeten eigenen Label Lost Girl Records.

## Stil
Ihre Musik ist eine Mischung aus elektronischen Samples, klassischem Gesang und verzerrtem, kindlichem Gesang von Bianca und kombiniert traditionelle Songmuster und Instrumentierung mit elektronischer Musik, Oper. Dabei verwendet CocoRosie unübliche „Instrumente“ wie etwa eine Popcornmaschine, Kinderspielzeug oder einen Fön.
Die Texte zu der oft naiv und kindlich anmutenden Musik sind häufig feministisch bzw. politisch motiviert. CocoRosie wird ein besonderes Gespür für Sprache und Symbolik zugeschrieben.

## Diskografie

### Alben
- 2004: La Maison de mon rêve (Touch and Go Records)
- 2005: Noah’s Ark (Touch and Go Records)
- 2007: The Adventures of Ghosthorse and Stillborn (Touch and Go Records)
- 2010: Grey Oceans (Sub Pop Records)
- 2013: Tales of a GrassWidow (City Slang Records)
- 2015: Heartache City (Lost Girl Records)
- 2020: Put the Shine On (Marathon Artists (Rough Trade))
- 2025: Little Death Wishes (Joyful Noise/Cargo)

### Sonstiges
- 2004: Beautiful Boyz (EP) (Touch and Go Records)
- 2009: Coconuts, Plenty of Junk Food (EP) (in Eigenregie veröffentlicht)
- 2012: We Are on Fire (Single) (Touch and Go/Quarterstick Records)